# Open prepress interface
 (janvier 2023).
Si vous disposez d'ouvrages ou d'articles de référence ou si vous connaissez des sites web de qualité traitant du thème abordé ici, merci de compléter l'article en donnant les références utiles à sa vérifiabilité et en les liant à la section « Notes et références ».
Un système Open prepress interface (OPI) est un système de remplacement d'images permettant une manipulation aisée de fichiers de publication assistée par ordinateur (PAO) grâce à l'allègement du poids des fichiers.
Le principe est de générer des imagettes de placement (à 72 dpi généralement) à partir de l'image d'origine (à 300 dpi). Ces imagettes seront fournies au client pour le placement dans les pages et ainsi faciliter le transfert des fichiers puisqu'ils seront bien plus légers.
Le système OPI se chargera, lui, de substituer l'image originale en haute définition à l'imagette de placement, sans intervention de l'opérateur. Ce remplacement se fera généralement lors du flashage.
Le format est retiré lors de la certification de la deuxième version du pdf en 2020.